# Burgundi Hercegség

Burgundia 843 körül

A Burgundi Hercegség középkori államalakulat volt, a feudális Francia Királyság területén. A hercegség nagyjából a Kr.u. 9. század során, a Frank Birodalom felosztásával alakult meg, és 1477-ig létezett. Ekkor halt meg fiúutód nélkül az utolsó burgundi herceg, Merész Károly. Bár leánya, Burgundi Mária hercegnő és utódai, közöttük V. Károly német-római császár továbbra is viselték a Burgundia hercege címet, a hercegség területeinek jelentős részét XI. Lajos francia király beolvasztotta a Francia Királyságba.
A hercegség nem azonos a Burgundi Palotagrófsággal, amely szintén Franciaország területén, de Franche-Comté néven volt ismert, illetve a két Burgundi Királysággal, amely a kora középkor során létezett és annak területeiből alakították ki a hercegséget a frank hódítás után.

## A hercegség eredete
A burgundi törzs skandináv eredetű népcsoport volt, amely Kr. u. 4. században, az európai népvándorlás során érkezett és telepedett meg Galliában. Fő szállásterületük Dijon, Chalon-sur-Saône, Mâcon, Autun, és Châtillon-sur-Seine környékén volt, később maga a térség is felvette a népcsoport nevét. Ezt az első Burgundi Királyságot a Meroving-dinasztia egyik királya, I. Klodvig fiai hódították meg és olvasztották be a Frank Birodalomba. A terület a frank hódítás ellenére is megtartotta részleges önállóságát, a burgundok saját törvénykönyvvel rendelkeztek (a "Loi Gombette") és elsősorban a térség mezőgazdaságának és borkultúrájának fejlesztésére koncentráltak. A 7–8. század során Dél-Burgundiát feldúlták a Pireneusi-félsziget felől érkező szaracén támadások, és a Karoling-dinasztiát megalapító Martell Károly, aki sikeresen visszaverte a támadásokat, Burgundiát négy területre osztotta fel: Arles-Burgundia, Vienne-Burgundia, Alamann-Burgundia és Frank-Burgundia. Utóbbinak élére Childebrand, Károly bátyja került, mint kormányzó. A Karolingok uralma alatt Burgundia megkezdte integrálódását a Frank Birodalom többi területével, önállóságuk és identitásuk csökkent és "Burgundia" hamarosan csak mint egy régió neve élt tovább.
A térség sorsában a következő nagy fordulatot a Frank Birodalom felbomlása jelentette, amely a 843-as verduni szerződéssel vette kezdetét. Guerin, Macon grófja I. Lajos frank császár három utóda közül II. (Kopasz Károly)  nyugati frank királyt támogatta és a verduni szerződést megelőző fontenay-i csatában mellé állt. Amikor a nyugati-frank területeket a Saone és Meuse folyók mentén felosztották, Guerint szolgálataiért (és feltehetően helyi befolyása elismeréseként) a király kinevezte Chalon és Nevers grófjává is. Mint a nyugat-frank határ védelmével megbízott, tekintélyes katonai vezető, Guerint időnként a latin "dux" címmel is illették.
A verduni szerződéssel létrehozott Lotaringiai Királyságban létrejött a Burgundi Grófság, amely később a Német-római Birodalom befolyási övezetébe tartozott.

## Az első burgundi herceg
A később Burgundi Hercegségként ismert területek első ismert uralkodója Richard volt, Boso provance-i király öccse. Richard fővárosát Autunban rendezte be és 866-ban kinevezték Auxerre grófjává. Az elkövetkező években egész Burgundia behódolt neki, Mâcon kivételével. Bár Richard uralma alatt egyesítette ezeket a területeket, hiszen minden alá rendelt területen viselte a grófi címet. A korabeli források is felváltva "comes", "marchio" és "dux", azaz gróf, márki és herceg címekkel utaltak rá. Richard ekkor Autunais, Beaunois, Avalois, Lassois, Dijonais, Memontois, Attuyer, Oscheret, Auxois, Duesmois, Auxerrois, Nivernais, Chaunois és Massois felett uralkodott
A terület fontosságát és Richard tekintélyét is alátámasztja, hogy fiát, Rudolfot 923-ban francia királynak választották meg. Rudolf, aki 921-ben lett burgundi herceg, erről a területről toborozta hadseregét a királyi hatalom ellen lázadókkal vívott harchoz.

## Az első örökösödési válság
Fekete Hugó herceg uralma alatt a hercegséget a szomszédos Ile de France hercegei, a Capeting-ház próbálta megkaparintani és uralmuk alatt egyesíteni. A terv végül kudarcba fulladt és Burgundia független hercegség maradt, bár a Capetingek megszerezték maguknak. Hugó francia király bátyjai közül előbb Ottó, majd Nagy Henrik foglalta el a hercegi trónt. Miután utóbbi 1002-ben Pouilly-sur-Saône városában utód nélkül meghalt, a hercegséget ketten is maguknak követelték:
- Jámbor Róbert francia király mint Henrik unokaöccse és
- Ottó-Vilmos burgund gróf, akit Henrik nem sokkal halála előtt örökbe fogadott.

Róbert mint feudális hűbérúr és vérrokon próbálta követelését érvényesíteni, Ottó-Vilmos viszont a német-római császár segítségével katonákat küldött a hercegség elfoglalására. A tizenhárom évig tartó küzdelem végén Róbert legyőzte riválisát. Ezzel Burgundia történelme a Francia régióval fonódott össze.

## A Capeting-házi hercegek
Róbert egy darabig közvetlen irányítása alá vonta a hercegséget, de hamarosan fiatalabbik fiát, Róbert herceget nevezte ki élére. Róbert bátyja, I. Henrik francia király uralkodása alatt a hercegség szinte teljesen független állammá fejlődött, amely gyakorlatilag levált Franciaországról. A Capeting-hercegek uralma a férfiág kihalásáig, 1361-ig tartott a hercegségben. Függetlenségükre jellemző, hogy csak VII. Lajos és II. Fülöp Ágost uralkodása során tért vissza az a gyakorlat, hogy a burgundi herceg hűségesküt tett a francia királyoknak.
Róbert és utódainak legfontosabb feladata a hercegi hatalom megerősítése volt: az örökösödési háború során a hercegség az anarchia állapotába került és a hercegnek legtöbb birtokát arra kellett használni, hogy a nemesek hűségét elnyerje, ezáltal csökkentek bevételei és befolyása, ezáltal a nemesek ellenszegültek a hercegnek. A hercegek lassú, kitartó munkával építették fel hatalmi bázisukat: az örökös nélkül maradt birtokokat maguknak követelték, földeket és hűbérbirtokokat vásároltak, örökösödési adót vetettek ki hűbéreseik birtokára, ügyesen gazdálkodtak a zsidó és lombardiai bankároktól kapott kölcsönökkel és a különféle feudális járadékokkal, valamint a hercegi előjogok eladásából származó bevételekkel.
Hamarosan a herceg kiépítette a párizsi király udvar hasonmását, Beaune-ban gyűlt össze a párizsi parlament helyi megfelelője, a Jours Generaux, és a hercegi birtokok irányítására helytartókat nevezett ki.
II. Róbert irányítása tovább erősítette Burgundia helyzetét és fejlődését, illetve a hercegi hatalmat. Róbert véget vetett annak a gyakorlatnak, hogy a herceg fiatalabb gyermekei birtokokat örökölnek. Legidősebb fia, V. Hugó örökölt mindent, akinek testvérei csak életjáradékban részesültek. Mivel az életjáradék alapja a Hugó kezén lévő birtok volt, ezért a család minden tagjának hűséget kellett esküdni Hugónak.
Hugó után öccse, IV. Odó örökölte a hercegi címet, aki anyja révén Szent Lajos király unokája és két francia király sógora volt: X. Lajos király Margit nővérét, míg VI. Fülöp király Johanna nővérét vette feleségül. Odó maga V. Fülöp király veje volt, felesége, Johanna révén, aki Burgundia és Artois grófságokat hozta a házasságba.
Odó és Johanna házasságából csak egy gyermek született, Fülöp, aki Auvergne és Boulogne örökösnőjét, Johannát vette feleségül, de ebből a házasságból is csak egy gyermek született, Fülöp. 1346-ban idősebb Fülöp lovasbalesetet szenvedett és meghalt, anyja egy évvel később követte, majd 1349-ben Odó is elhunyt és a hercegi cím az akkor kétéves Fülöpre szállt, akinek anyja Jó János francia király felesége lett. Fülöp nagy reményekkel tekinthetett uralkodása elé, hiszen Burgundia mellett anyjától Auvergne és Boulogne grófságokat örökölte, míg menyasszonya, III. Margit flamand grófnő révén idővel Flandria is uralma alá került volna. Azonban 1361-ben, 17 éves korában elkapta a pestist és pár nap múlva meghalt.

## A második örökösödési válság
Fülöp halálával a burgundi hercegség ismét darabjaira hullott, hiszen minden területen más örökösödési szabályok uralkodtak. Auvergne és Boulogne grófságokat Fülöp nagyapjának bátyja, Boulogne-i János, Burgundia és Artois grófságokat pedig apai nagyanyja, III. Johanna burgundi grófnő húga, Burgundi Margit örökölte. Burgundi Margit egyben menyasszonyának nagyanyja is volt.
A hercegség öröklése azonban nem volt ennyire egyszerű, hiszen két rivális is magának követelte: II. János francia király, Fülöp mostohaapja és  II. Robert herceg unokája, illetve II. Károly navarrai király, II. Robert dédunokája. A helyzetet komplikálta, hogy a százéves háború kellős közepén az angolok, akiket Károly támogatott, foglyul ejtették Jánost. Azonban mind a burgundi nemesek, mind a másik két örökös, János és Margit is János francia királyt támogatta és csak néhány elszigetelt kísérlet történt Károly érdekeinek érvényesítésére.

## Jó János francia király és a Valois hercegek
János öröklését csak az tette lehetővé, hogy II. Robert burgundi herceg unokája volt anyja, Burgundi Johanna - a hercegség nem visszaszállt a francia koronára, mint az a korabeli szokásjog szerint az örökös nélküli birtokokkal történt. Ennek ellenére János, mint burgundi herceg, azonnal a francia koronának adományozta a hercegi birtokokat és jövedelmeket és megkísérelte a hercegséget a Francia Királyságba olvasztani - amennyiben sikerrel járt volna, akkor az önálló Burgundia története itt véget ért volna.
Azonban a burgundi nemesség, akik 1361. december 28-án hűséget esküdtek János hercegnek, pár nappal később számos nyilatkozatot tettek: a hercegség megőrizni szándékozta önállóságát, nem szándékozott a királyi birtokok része lenni, semmilyen adminisztratív változást nem támogattak és kijelentették, hogy csak perszonálunió jött létre a két állam között, nem egyesülés. A nemesség békés, de határozott ellenállását látva a királynak nem volt más választása és meghátrált. Ehelyett fiatalabb fiát, Fülöpöt nevezte ki hercegnek 1363 szeptemberében, közvetlenül halála előtt.
Fülöp és utódainak uralkodása alatt Burgundia elérte csúcspontját: házassága Dampierre Margittal újabb területeket csatolt a hercegséghez: Burgundia, Artois, Flandria, Nevers és Rethel grófságokat. 1405-ben Fülöp halála után fia, János örökölte a címet és a korabeli Európa egyik meghatározó szereplője lett. Fülöp óvatos külpolitikát folytatott, de fia, János összecsapott az orleans-i hercegekkel. Bár a küzdelemből Burgundia megerősödve került ki, a francia királyok, különösen VII. Károly és utóda, XI. Lajos már ellenségként tekintettek Burgundiára.
Az utolsó két herceg, Jó Fülöp herceg és fia, Merész Károly megpróbálták kivívni a hercegség tényleges függetlenségét, de kudarcot vallottak. Károly halála után XI. Lajos kihaltnak nyilvánította a hercegi családot és a francia korona nevében bekebelezte a hercegséget. Károly herceg leánya, Burgundi Mária és örökösei maguknak követelték a hercegi címet és a birtokokat, amelyeket Mária unokája, V. Károly német-római császár – az 1525-ös paviai csatában aratott győzelme és I. Ferenc francia király fogságba ejtése révén – meg is kapott a fogoly Ferenctől, a madridi békeszerződés értelmében. Ferenc azonban – kiszabadulása után – a lehető leghamarabb felmondta ezt a szerződést, és visszafoglalta a hercegséget, amelyet ezután Károly már sosem tudott visszaszerezni. Ezt követően Burgundia véglegesen Franciaország része maradt, a hercegi címet pedig időről időre felélesztették a francia királyi hercegek, mint például XIV. Lajos unokája, Bourbon Lajos királyi herceg, a „kis dauphin” részére.

## Burgundia és az ibériaireconquista
A legelső burgundi hercegek igen fontos szerepet játszottak a Mâcon mellett 910-ben alapított Cluny bencés apátság létrehozásában és gyarapításában, és a család számos adományt tett az apátság javára. A 11. század közepére a Clunyből kiindult bencések egyre nagyobb szerepet játszottak a Pireneusi-félsziget visszahódításában, működésüket VI. Alfonz kasztíliai király birtokadományokkal és éves fizetséggel is támogatta. A szerzetesek után a burgundi hercegek is egyre inkább részt vettek a mórok elleni küzdelmekben, valamint dinasztikus házasságokat kötöttek a kasztíliai királyokkal. Robert herceg leánya, Konstancia, VI. Alfonz király felesége lett, leányuk, Urraca kasztíliai királynő lett minden későbbi spanyol király őse. Henrik, I. Hugó burgundi herceg öccse, Alfonz király egyik törvénytelen leányát, Terézt vette feleségül, hálából apósa megtette  Portugália grófjának, és az általa alapított dinasztia uralkodott Portugáliában a 20. sz. elejéig. I. Robert burgundi herceg egyik fia, az ifjabb Robert herceg, miután kivette részét a spanyolországi harcokból, Szicíliába utazott, ahol a csecsemő II. Roger herceg gyámjává és régensévé nevezték ki. II. Roger nővérét, I. Roger szicíliai gróf egyik leányát, Jolántát vette feleségül, de a burgundi befolyásnak hirtelen véget vetett, hogy anyósa, Adelaide del Vasto megmérgezte őt.
A 11. századi fejlődés után a 12-13. század során stagnált a Burgundi Hercegség fejlődése. Bár a legtöbb történész ezt az egymást követő hercegek gyengeségeinek, jellemhibáinak tulajdonítja, de feltehetően a földrajzi adottságok is szerepet játszottak: a hercegség beszorult két nagyhatalom, keleten a Német-római Birodalom, nyugaton a Francia Királyság közé. Délen Aquitánia hercegsége határolta Burgundiát, ami viszont a 12. századra az angol királyok kezére került. Dinasztikus házassággal sem sikerült területeket szerezni: a 12-13. sz. során a burgundi hercegi család a helyi nemesség köreiből, vagy a szomszédos Champagne és Lotaringia grófságokból választott házastársakat. Az egyetlen kivétel II. Odó herceg nővérének, Burgundi Szibillának házassága II. Roger szicíliai királlyal 1149-ben, de ez a menyasszony korai halálával véget ért.
1361-ben I. Fülöp herceg fiúutód nélkül halt meg és a hercegség a legközelebbi rokonra, II. János francia királyra szállt. 1363-ban János saját fiát nevezte ki a burgundi hercegi trónra II. Fülöp néven, aki az első Valois-herceg volt. Fülöp kinevezésével a hercegség befolyása és tekintélye villámgyors fejlődésnek indult, amit az északi irányú területi terjeszkedés, valamint a Flamand grófság örökösnőjével kötött házasság is segített. A dinasztikus házasság révén Fülöp lett Flandria, Artois, Nevers és Burgundia grófságok ura, illetve halála után pár héttel özvegye megörökölte Brabant és Limburg hercegségeket is. 1433-ban a hercegnek sikerült megszerezni Hainaut, Holland, Friesland és Zeeland grófságokat, és 1472-ben Geldern hercegségét is. Az utolsó Valois-házbeli burgundi herceg, Merész Károly viszont fiúörökös nélkül halt meg 1477-ben a nancyi csatában, és a hercegi címet veje, a későbbi I. Miksa német-római császár és leszármazottai, a Habsburg-ház örökölte. A francia királyok ezt nem fogadták el, csak időlegesnek szánt békemegállapodásokban kötöttek átmeneti kompromisszumokat, így pl. a cambrai-i liga háborúi után az 1516-os noyoni békeszerződésben I. Ferenc francia király csak úgy ismerte el Burgundiát spanyolnak, hogy cserébe I. Károly spanyol király, Burgundia hercege, Miksa császár unokája a Milánói Hercegséget franciának ismerte el. Az itáliai háborúk során 1521–1559 között több Habsburg–Valois háborút is vívtak Burgundia birtokáért, és a 16. sz. közepére a volt burgundi területek nagy részét a francia koronához csatolták.

## Fordítás
- Ez a szócikk részben vagy egészben  a   Duchy of Burgundy című angol Wikipédia-szócikk ezen változatának fordításán alapul.  Az eredeti cikk szerkesztőit annak laptörténete sorolja fel. Ez a jelzés csupán a megfogalmazás eredetét és a szerzői jogokat jelzi, nem szolgál a cikkben szereplő információk forrásmegjelöléseként.